# Orange County, Florida
Orange County är ett administrativt område i delstaten Florida, USA. År 2010 hade countyt 1 145 956 invånare. Den administrativa huvudorten (county seat) är Orlando. 

## Geografi
Enligt United States Census Bureau har countyt en total area på 2 601 km². 2 350 km² av den arean är land och 251 km² är vatten.

### Angränsande countyn
- Volusia County - nordöst
- Brevard County - öst
- Osceola County - syd
- Polk County - sydväst
- Seminole County - nord
- Lake County - väst